# Anatolij Ivanišin
Anatolij Alexejevič Ivanišin (rusky Анатолий Алексеевич Иванишин, * 15. ledna 1969 v Irkutsku, RSFSR, SSSR) byl původně pilot ruského vojenského letectva, od května 2003 pak ruský kosmonaut, 522. člověk ve vesmíru. Třikrát navštívil Mezinárodní vesmírnou stanici (ISS) k dlouhodobému pobytu. Do vesmíru vzlétl 14. listopadu 2011 v lodi Sojuz TMA-22, jako palubní inženýr se zapojil do činnosti Expedice 30, přistál 27. dubna 2012. Podruhé byl na ISS od 7. července 2016 do 29. října 2016 jako palubní inženýr Expedice 48 a velitel Expedice 49. V roce 2020 byl na ISS v rámci Expedice 63 potřetí. Ve vesmíru strávil celkem 476 dní.

## Život

### Mládí
Anatolij Ivanišin pochází ze sibiřského Irkutsku, po střední škole nebyl přijat na Černigovskou vojenskou vysokou leteckou školu (Черниговское Высшее военное авиационное училище летчиков), proto vzal zavděk Irkutským polytechnických institutem. Do Černigova se dostal už následující rok, absolvoval roku 1991 se zlatou medailí.
Po studiu sloužil v jednotkách ruského vojenského letectva ve Voroněžské oblasti, roku 1992 byl přeložen do Karélie, létal na MiGu-29 a Su-27. V době příchodu do oddílu kosmonautů měl nálet 507 hodin.

### Kosmonaut

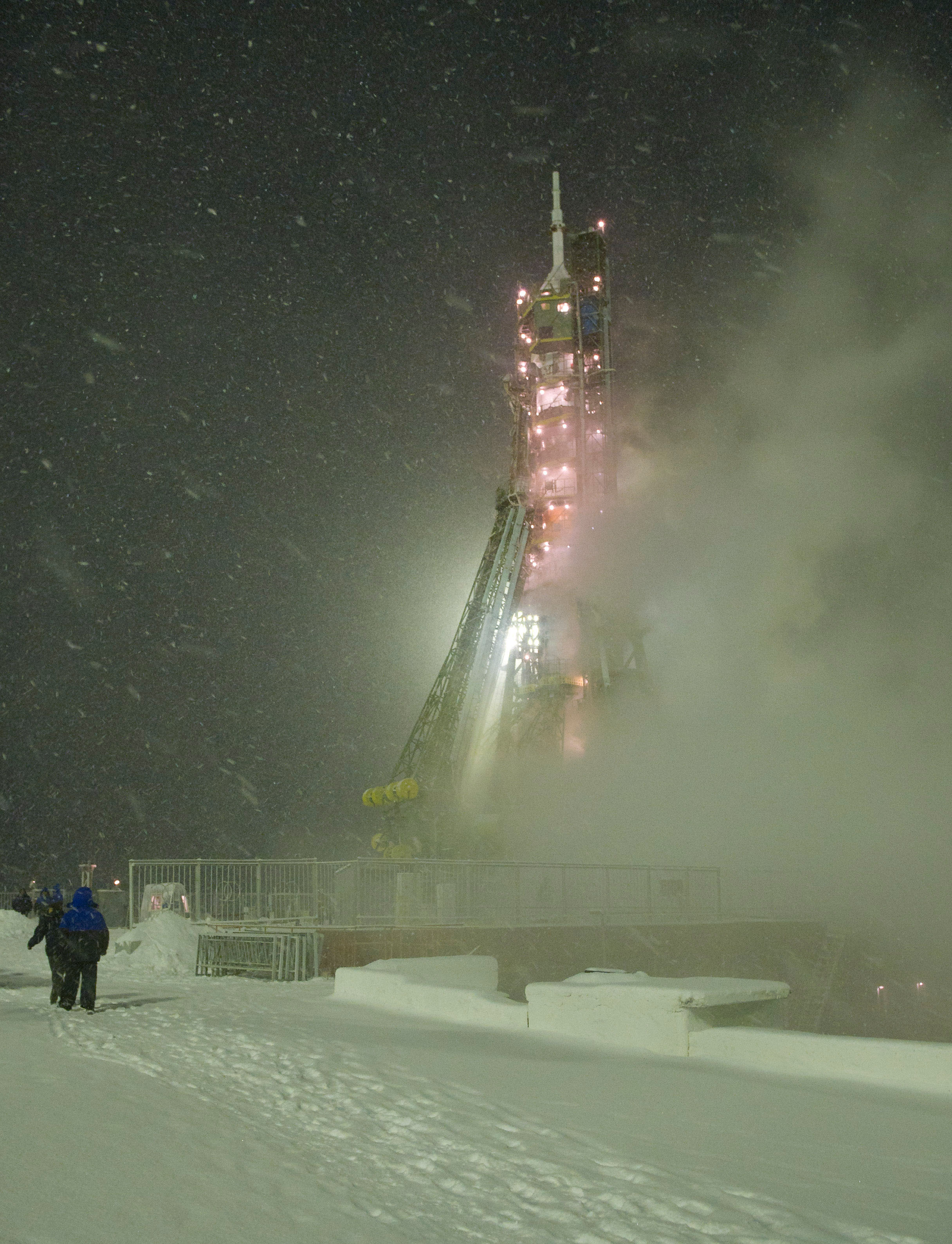
Raketa Sojuz FG se Sojuzem TMA-22 14. listopadu, v noci před startem.

Roku 1997 se přihlásil k výběru kosmonautů, ale lékaři ho vyřadili, byl o několik centimetrů vyšší než povolovaly předpisy. Při dalším náboru už prošel a 29. května 2003 získal doporučení Státní meziresortní komise k zařazení do oddílu kosmonautů CPK. Absolvoval dvouletou všeobecnou kosmickou přípravu a 5. července 2005 získal kvalifikaci zkušební kosmonaut.
Byl zařazen mezi kosmonauty připravující se na lety na Mezinárodní vesmírnou stanici (ISS). V červenci 2008 byl včleněn do záložní posádky Expedice 25 (start v září 2010), v dubnu 2009 však z posádky vypadl. V říjnu 2008 byl vybrán do záložní posádky Expedice 27, v červenci 2009 však byl zařazen do zálohy pro Expedici 26. Konečně v lednu 2010 nahradil Sergeje Revina v hlavní posádce Expedice 29, jejíž start v Sojuzu TMA-22 byl plánován na září 2011. Po havárii Progressu M-12M byl let Sojuzu TMA-22 odložen na 14. listopadu.
Ke svému prvému vesmírnému letu odstartoval v lodi Sojuz TMA-22 z kosmodromu Bajkonur 14. listopadu 2011 ve 4:14 UTC ve funkci palubního inženýra lodi společně s Antonem Škaplerovem a Danielem Burbankem. Po dvoudenním letu se 16. listopadu Sojuz spojil s Mezinárodní vesmírnou stanicí. Po pěti měsících práce na ISS trojice 27. dubna 2012 přistála v Kazachstánu. Jejich let trval 165 dní, 7 hodin, 31 minut a 31 sekund.
Koncem roku 2014 byl jmenován členem Expedice 48/49 se startem v květnu 2016 v Sojuzu TMA-20M (v listopadu 2015 zaměněným za Sojuz MS-01) a náhradníkem pro Expedici 46/47. Tříčlennou posádku Sojuzu TMA-20M spolu s ním tvořili Takuja Óniši a Kathleen Rubinsová. Na oběžnou dráhu Země odstartovali v lodi Sojuz MS-01 z kosmodromu Bajkonur 7. července 2016. Po spojení s ISS se zapojili do práce posádky stanice ve funkci palubních inženýrů, Ivanišin od začátku září jako velitel Expedice 49. Po téměř čtyřech měsících života na ISS se 30. října 2016 vrátili na Zem. Jejich let trval 115 dní, 2 hodiny, 21 minut a 19 sekund.
V létě 2018 s Ivanem Vagnerem měl být členem záložní posádky pro Sojuz MS-15 (start v říjnu 2019, Expedice 61/62), nicméně později byli nahrazeni. V dubnu 2019 byli zařazeni jako záloha pro Sojuz MS-16 (start v dubnu 2020, Expedice 63/64) a v srpnu 2019 se připravovali jako hlavní posádka Sojuzu MS-17 (start konec roku 2020, Expedice 65/66). Dne 19. února 2020 agentura Roskosmos oznámila změnu sestavy hlavní posádky lodi Sojuz MS-16. Původní ruská posádka Nikolaj Tichonov a Andrej Babkin musela být ze zdravotních důvodů nahrazena záložní dvojicí Anatolij Ivanišin a Ivan Vagner. Americký astronaut Christopher Cassidy nadále zůstal členem posádky. Start proběhl 9. dubna 2020 z kosmodromu Bajkonur a o 6 hodin později se spojili s ISS. Po půlročním letu posádka s lodí přistála 22. října 2020.
Rok po návratu ze třetí mise, 15. října 2021, byl na vlastní žádost uvolněn z oddílu Střediska přípravy kosmonautů, protože se hodlal v budoucnu věnovat vědecké činnosti.

### Osobní život
Anatolij Ivanišin je ženatý, má jednoho syna.
Spolu s kolegou, kosmonautem Olegem Novickým, se 8. října 2013 zapojil do moskevského úseku štafety s olympijskou pochodní pro Zimních olympijské hry 2014 v Soči.

## Vyznamenání
- Hrdina Ruské federace (2013),[1]
- Letec-kosmonaut Ruské federace (2013),[1]
- Řád Za zásluhy o vlast IV. třídy (26. března 2018).[1]